# Lisa Sophie Gericke
Lisa Sophie Gericke (Brandeburgo sulla Havel, 17 marzo 1995) è una bobbista ed ex pattinatrice di velocità su ghiaccio tedesca.

## Biografia
Ha praticato il pattinaggio di velocità su ghiaccio a livello nazionale e internazionale juniores dal 2011 al 2014 e dal 2015 compete nel bob come frenatrice per la squadra nazionale tedesca. Debuttò in Coppa Europa nella stagione 2015/16 e si distinse nelle categorie giovanili vincendo due medaglie di bronzo ai mondiali juniores, ottenute nel bob a due a Winterberg 2016 (in coppia con Sabrina Duljevic) e a Winterberg 2017 (con Kim Kalicki), edizione in cui si aggiudicò anche quella d'oro nella speciale classifica riservata alle atlete under 23.
Esordì in Coppa del Mondo nella stagione 2018/19, il 7 dicembre 2018 a Sigulda, occasione in cui colse anche il suo primo podio concludendo la gara di bob a due al terzo posto in coppia con Anna Köhler.
Prese parte ai campionati mondiali di Whistler 2019, dove vinse la medaglia d'oro nella gara a squadre gareggiando in coppia con Anna Köhler nella frazione del bob a due femminile.. 
Ha vinto il titolo nazionale nel 2017 con Miriam Wagner.

## Palmarès

### Mondiali
- 1 medaglia:
  - 1 oro (gara a squadre a Whistler 2019).

### Mondiali juniores
- 2 medaglie:
  - 2 bronzi (bob a due a Winterberg 2016; bob a due a Winterberg 2017).

### Mondiali juniores under 23
- 1 medaglia:
  - 1 oro (bob a due a Winterberg 2017).

### Coppa del Mondo
- 2 podi (nel bob a due):
  - 1 secondo posto;
  - 1 terzo posto.

### Campionati tedeschi
- 2 medaglie:
  - 1 oro (bob a due a Schönau am Königssee 2017[1]);
  - 1 bronzo (bob a due a Winterberg 2019[2]).

### Circuiti minori

#### Coppa Europa
- 9 podi (tutti nel bob a due):
  - 1 vittoria;
  - 1 secondo posto;
  - 3 terzi posti.